# Henrietta Harrison
Henrietta Katherine Harrison (née en 1967) est une historienne, sinologue et universitaire britannique. Depuis 2012, elle est professeur d'études chinoises modernes à l'Université d'Oxford. Elle est auparavant chercheuse junior au St Anne's College d'Oxford (1996-1998), chargée de cours en chinois à l'Université de Leeds (1999-2006) et professeur à l(Université Harvard (2006-2012).

## Biographie
Harrison est née en 1967 à Londres. Elle fait ses études à la St Paul's Girls' School, une école indépendante à Hammersmith, Londres. Elle étudie au Newnham College de Cambridge (BA 1989), à l'Université Harvard (MA 1992) et au St Antony's College d'Oxford (DPhil 1996). Sa thèse de doctorat est intitulée « State ceremonies and political symbolism in China, 1911-1929 ».
Elle est chercheuse junior au St Anne's College d'Oxford (1996-1998), chargée de cours en chinois à l'Université de Leeds (1999-2006) et professeur d'histoire à l'Université Harvard (2006-2012). Depuis 2012, elle est professeure d'études chinoises modernes à l'Université d'Oxford. Elle est également membre du Pembroke College d'Oxford depuis 2015 et était auparavant membre du St Cross College d'Oxford (2012-2015),,.
Harrison travaille principalement sur l'histoire sociale et culturelle de la Chine depuis les Qing jusqu'à nos jours, en particulier sur la Chine rurale du nord, sur les liens entre l'histoire transnationale et locale, la religion, la diplomatie et la révolution.
En 2014, Harrison est élue membre de la British Academy (FBA), l'académie nationale des sciences humaines et sociales du Royaume-Uni.
Son livre, The Perils of Interpreting, remporte le prix Kenshur 2022 du meilleur livre d'études sur le XVIIIe siècle et est sélectionné pour le prix Cundill 2022 et le prix d'histoire Wolfson 2023,.

## Publications
- Henrietta Harrison, The Making of the Republican Citizen: Political Ceremonies and Symbols in China, 1911-1929, Oxford, Oxford University Press, 2000 (ISBN 978-0198295198)
- Henrietta Harrison, China: Inventing the Nation, London, Hodder Arnold, 2001 (ISBN 978-0340741337)
- Henrietta Harrison, Natives of Formosa, British Reports of the Taiwan Indigenous People, 1650-1950, Taipei, Shung Ye Museum of Formosan Aborigines, 2001 (ISBN 978-9579976794)
- Henrietta Harrison, The Man Awakened from Dreams: One Man's Life in a North China Village, 1857-1942, Palo Alto, CA, Stanford University Press, 2005 (ISBN 978-0804750684, lire en ligne )
- Henrietta Harrison, The Missionary's Curse and Other Tales from a Chinese Catholic Village, Berkeley, CA, University of California Press, 2013 (ISBN 978-0520273115)
- Henrietta Harrison, The Perils of Interpreting: The Extraordinary Lives of Two Translators between Qing China and the British Empire, Princeton, NJ, Princeton University Press, 2021 (ISBN 978-0691225456)